# Deutschland (U-Boot)

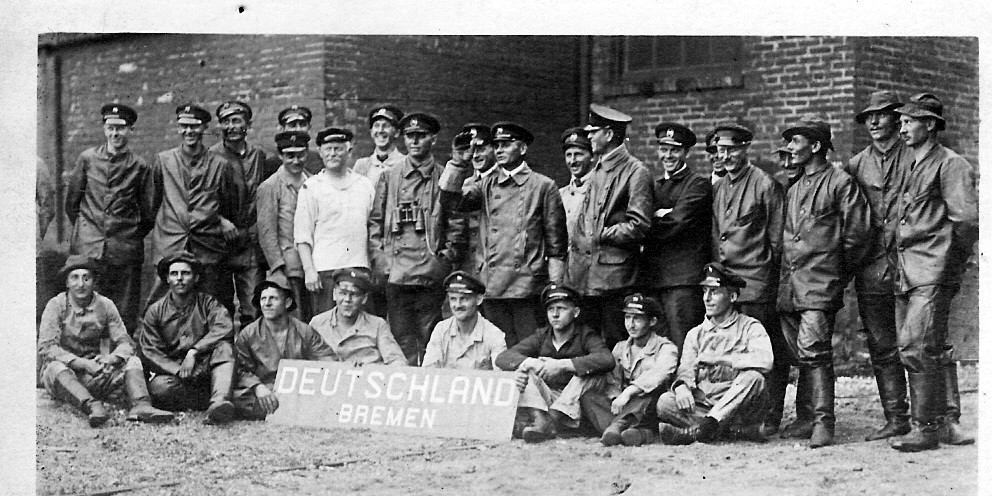
Kapitän Paul König und Besatzung der Deutschland, Baltimore 1916

Die Deutschland war ein deutsches Handels-U-Boot aus der Zeit des Ersten Weltkrieges mit einer Nutzlast von 1.000 Tonnen Fracht, später als U 155 der Kaiserlichen Marine ein erfolgreicher Unterseekreuzer.

## Geschichte
Am 8. November 1915 gründeten der Bremer Großkaufmann Alfred Lohmann (Lohmann & Co), die Reederei Norddeutscher Lloyd (NDL) und die Deutsche Bank die neue Deutsche Ozean-Reederei GmbH (DOR) mit Sitz in Bremen. Sie sollten frachttragende U-Boote, als erstes die Deutschland, bereedern. Zweck war der Durchbruch durch die Britische Seeblockade in der Nordsee.
U-Deutschland wurde von Oberingenieur Rudolf Erbach konstruiert und kostete mit Einrichtung etwa 4 Millionen Mark. Der Bau erfolgte dabei in zwei Schritten. So wurde zunächst der Druckkörper im Unterauftrag bei der Flensburger Schiffbau-Gesellschaft gefertigt und dort am 28. März 1916 als Baunummer 381 vom Stapel gelassen. Anschließend erfolgte die Fertigstellung als Bau-Nr. 263 auf der Friedr. Krupp Germaniawerft in Kiel. Die Deutschland war eines von insgesamt drei auf diese Weise ausgelieferten Handels-U-Booten.
Im Schiffsmessbrief waren 791 BRT bzw. 414 NRT eingetragen. Es wurden noch sechs weitere Handels-U-Boote in Auftrag gegeben, die jedoch bis auf die Bremen noch vor ihrem ersten Einsatz als Handels-U-Boote auf Grund der verstärkten Seeblockade der Royal Navy sowie des Kriegseintritts der USA 1917 zu Artillerie-U-Booten, so genannten Unterseekreuzern, umgebaut wurden.

### Technische Daten
Das Boot wurde von zwei Sechszylinder-Viertakt-Dieselmotoren mit je 400 PS angetrieben und erreichte eine Geschwindigkeit von max. 10 kn über Wasser und max. 6,7 kn bei Tauchfahrt. Die Reichweite bei 10 Knoten über Wasser betrug rund 12.000 Seemeilen. Es hatte eine Besatzung von 29 Mann.

## Reisen als Handelsschiff

### Erste Reise
Die erste Reise startete am 16. Juni 1916 in Wilhelmshaven. Das Boot fuhr am 23. Juni 1916 mit Offizieren vom Norddeutschen Lloyd unter Kapitän Paul König aus und trug eine für die Vereinigten Staaten wichtige Ladung von 163 t Farbstoffen (z. B. Alizarin) und pharmazeutischen Präparaten (Salvarsan) im Wert von 60 Mio. Mark der Farbwerke vorm. Meister Lucius & Brüning AG sowie Bank- und Diplomatenpost. Die Deutschland war das erste U-Boot, das den Atlantik durchquerte.
Sie erreichte Baltimore am 9. Juli 1916 und übernahm dort ihre Rückladung, bestehend aus 348 t Kautschuk (Auftraggeber: Nordmann, Rassmann & Co., Hamburg, z. T. für Ungarn bestimmt), 341 t Nickel und 93 t Zinn, die dringend in Deutschland benötigt wurden. Am 25. August 1916 erreichte sie Bremerhaven. Insgesamt hatte sie 8.450 sm, davon 190 sm in Tauchfahrt, zurückgelegt. Der Gewinn der Ladung betrug, getrieben durch den Rohstoffmangel, 17,5 Mio. Mark (mehr als das Vierfache der Baukosten).
Die amerikanische Chemieindustrie konnte die gelieferten Stoffe zum damaligen Zeitpunkt nicht herstellen und war daher auf die Belieferung aus Deutschland angewiesen. Die Rückfracht deckte den Bedarf der deutschen Kriegsindustrie zwar für mehrere Monate, hatte aber insgesamt keinen größeren Einfluss auf die unter der britischen Blockade leidende deutsche Wirtschaft.

### Zweite Reise
Am 10. Oktober 1916 lief die Deutschland erneut mit einer Ladung aus Farbstoffen, Chemikalien, Medikamenten, Wertpapieren, Edelsteinen und Post aus, diesmal von Bremen. New London in Connecticut wurde am 1. November 1916 erreicht.
Bei der am 17. November 1916 gestarteten vorgesehenen Rückfahrt kam es im Hafen von New London zu einem Zwischenfall: Bei einem unglücklichen Manöver eines der assistierenden Schlepper (T. A. Scott) wurde dieser von der Deutschland gerammt und sank, fünf seiner Besatzungsmitglieder ertranken. Nach Feststellung der Unschuld der Deutschland, Zahlung einer Sicherheitsleistung von 348.000 Mark und Reparatur der geringen Schäden konnte das U-Boot am 21. November 1916 auslaufen. Die Ladung auf der Rückfahrt bestand aus 378 t Kautschuk, 188 t Nickel, 146 t Eisenlegierung, 76 t Zinn und Silberbarren im Wert von 140.000 Dollar. Das U-Boot kam am 10. Dezember 1916 wieder in Wesermünde (heute Bremerhaven) an.

### Weiteres Schicksal
Eine dritte Reise, die für den Januar 1917 geplant war, wurde wegen des drohenden Kriegseintritts der USA nicht mehr angetreten.
Am 10. Februar 1917 wurde das U-Handelsschiff Deutschland aus dem Schiffsregister gelöscht.

## U-KreuzerU 155
Die Deutschland wurde von der Kaiserlichen Marine übernommen, in der Kaiserlichen Werft Wilhelmshaven zum Unterseekreuzer umgebaut und schließlich am 19. Februar 1917 als U 155 in Dienst gestellt.
Der Umbau zum U-Kreuzer führte zur folgenden technischen Änderungen:
- Verdrängung: 1503 t ↓ / 1080 t ↑
- max. Geschwindigkeit: 12,4 kn ↑ / 5,2 kn ↓
- Reichweite: 25.000 sm bei 5,5 kn ↑ / 65.000 sm bei 3 kn ↓
- Bunkermenge: bis 328 t Treiböl
- Tauchtiefe: 50 m in 50–80 s
- Bewaffnung:
  - 6 Torpedorohre (im Oberdeck bis 24 Torpedos) bis 1918[4]
  - Artillerie: 2 × 15-cm SK L/40 vom Linienschiff Zähringen (bis 1918), dann 2 × 15-cm Utof C16 L/45
- Besatzung: 6 Offiziere + 50 Unteroffiziere/Mannschaften sowie Prisenkommando: 1 Offizier + 19 Unteroffiziere/Mannschaften

Der U-Kreuzer war aufgrund seiner schwachen Motorisierung, die eine Verfolgung schneller Handelsdampfer nicht erlaubte, beeinträchtigt. Dennoch wurden auf drei Feindfahrten 42 Schiffe mit 121.328 BRT versenkt und ein weiteres Schiff mit 1.338 BRT beschädigt.
Bis zum 13. November 1918 blieb U 155 im Kriegseinsatz. Am 24. November 1918 erfolgte die Übergabe an Großbritannien, und 1922 wurde das U-Boot in Morecambe abgebrochen.

### Bilder

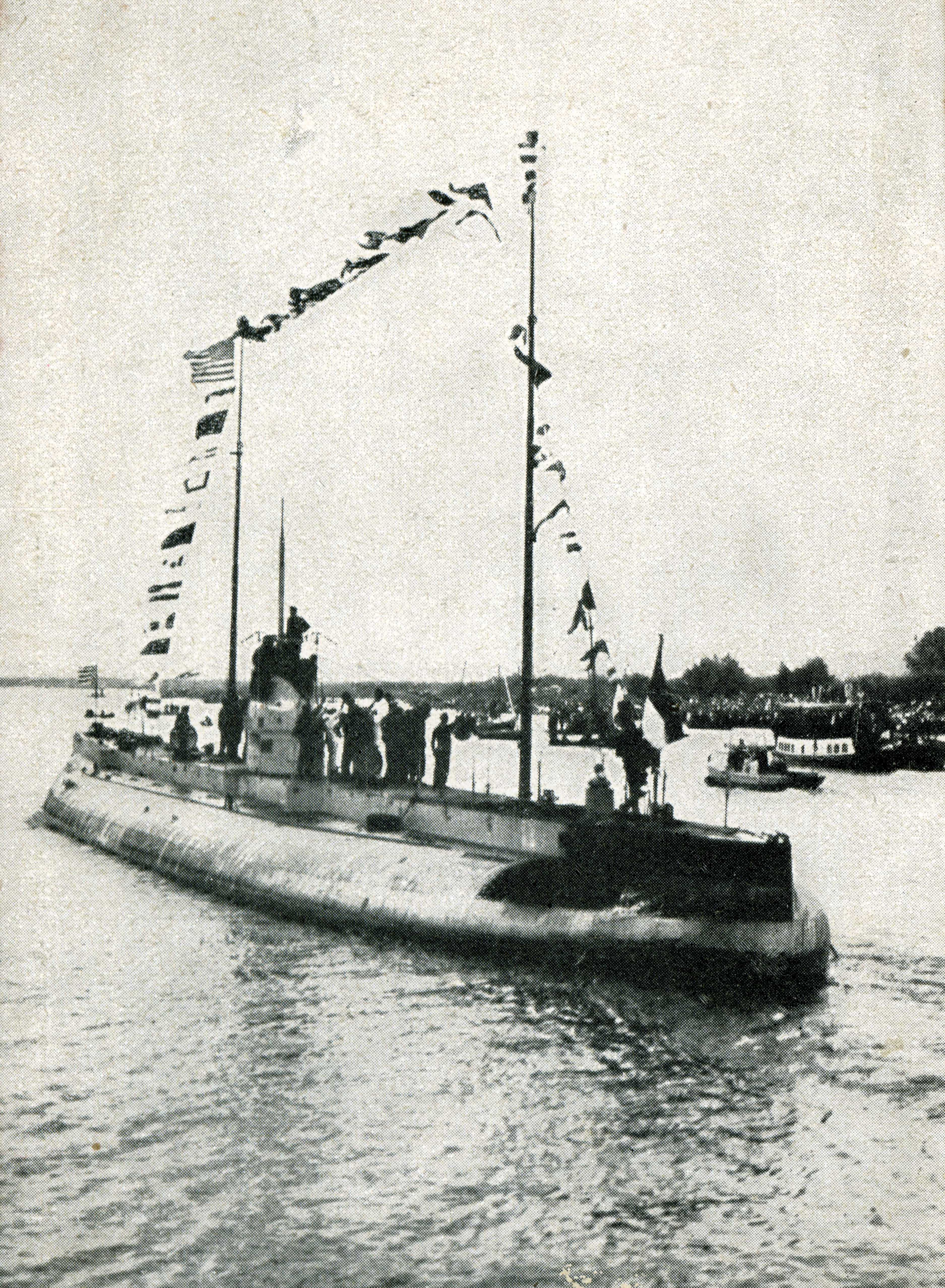
Das Handels-U-Boot Deutschland bei seiner Einfahrt in Bremerhaven am 23. August 1916
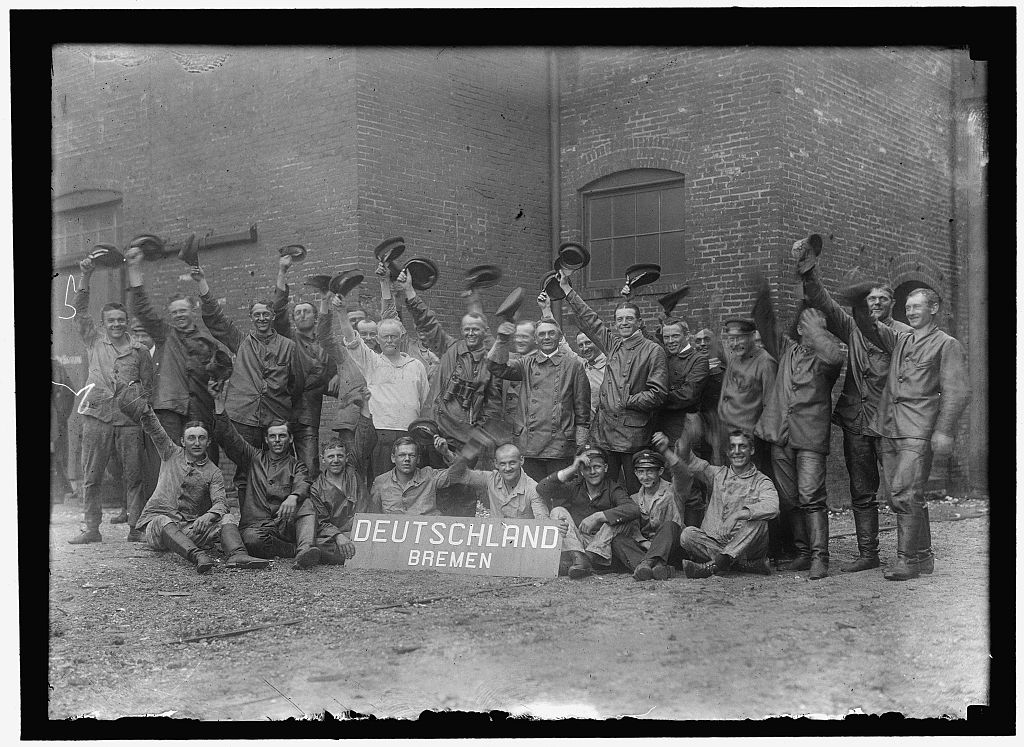
Besatzung der Deutschland in New London, Connecticut
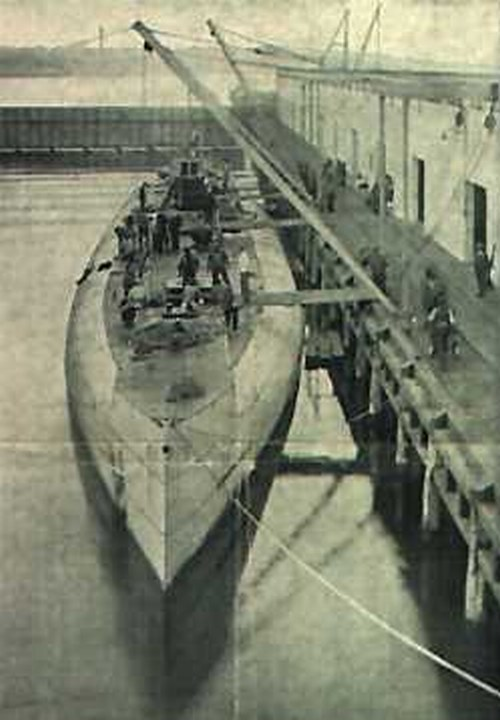
Deutschland beim Entladen
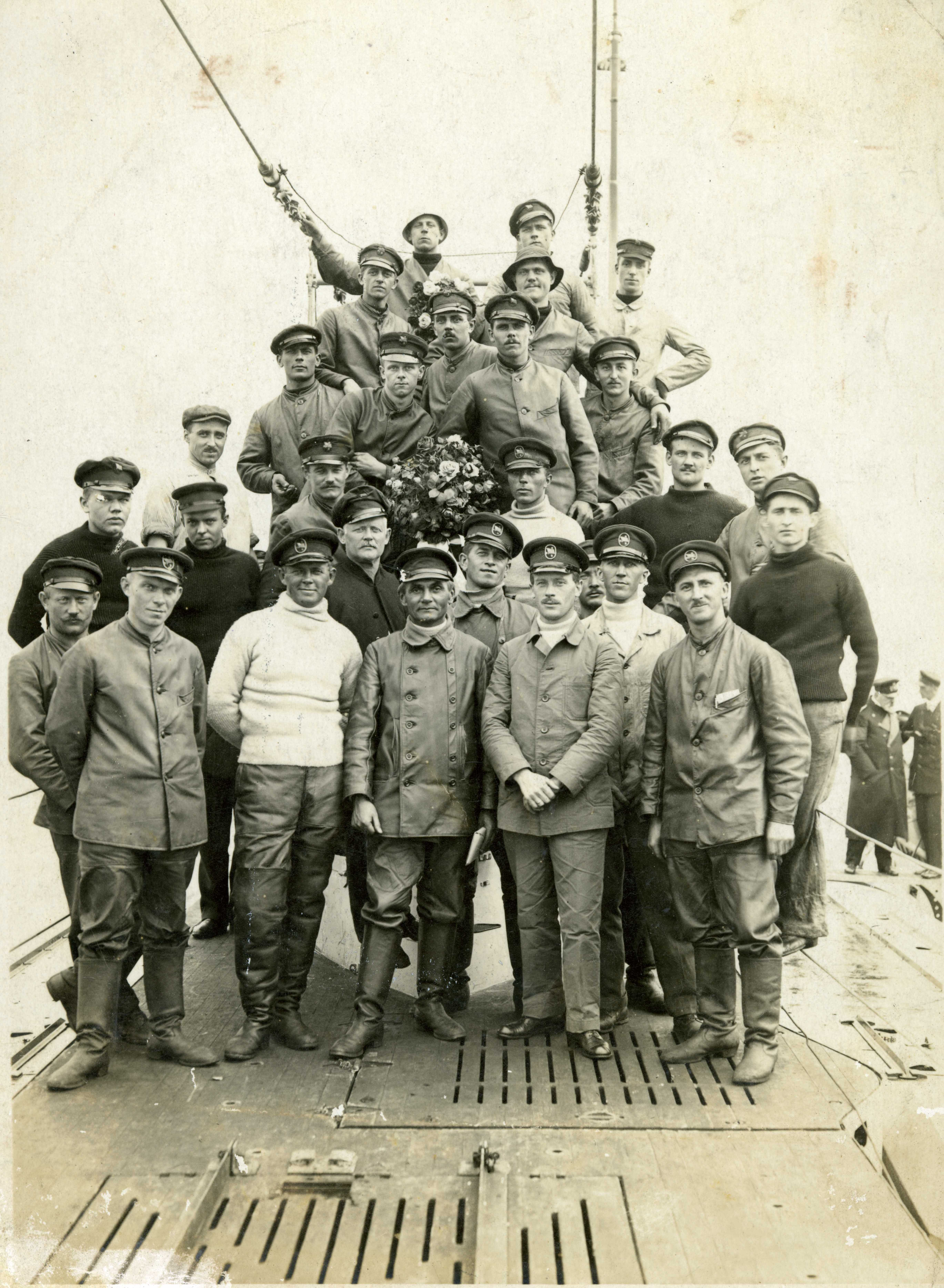
Begrüßung der Besatzung des Handels-U-Boots Deutschland am 24. August 1916 in Bremen durch Admiral Schröder
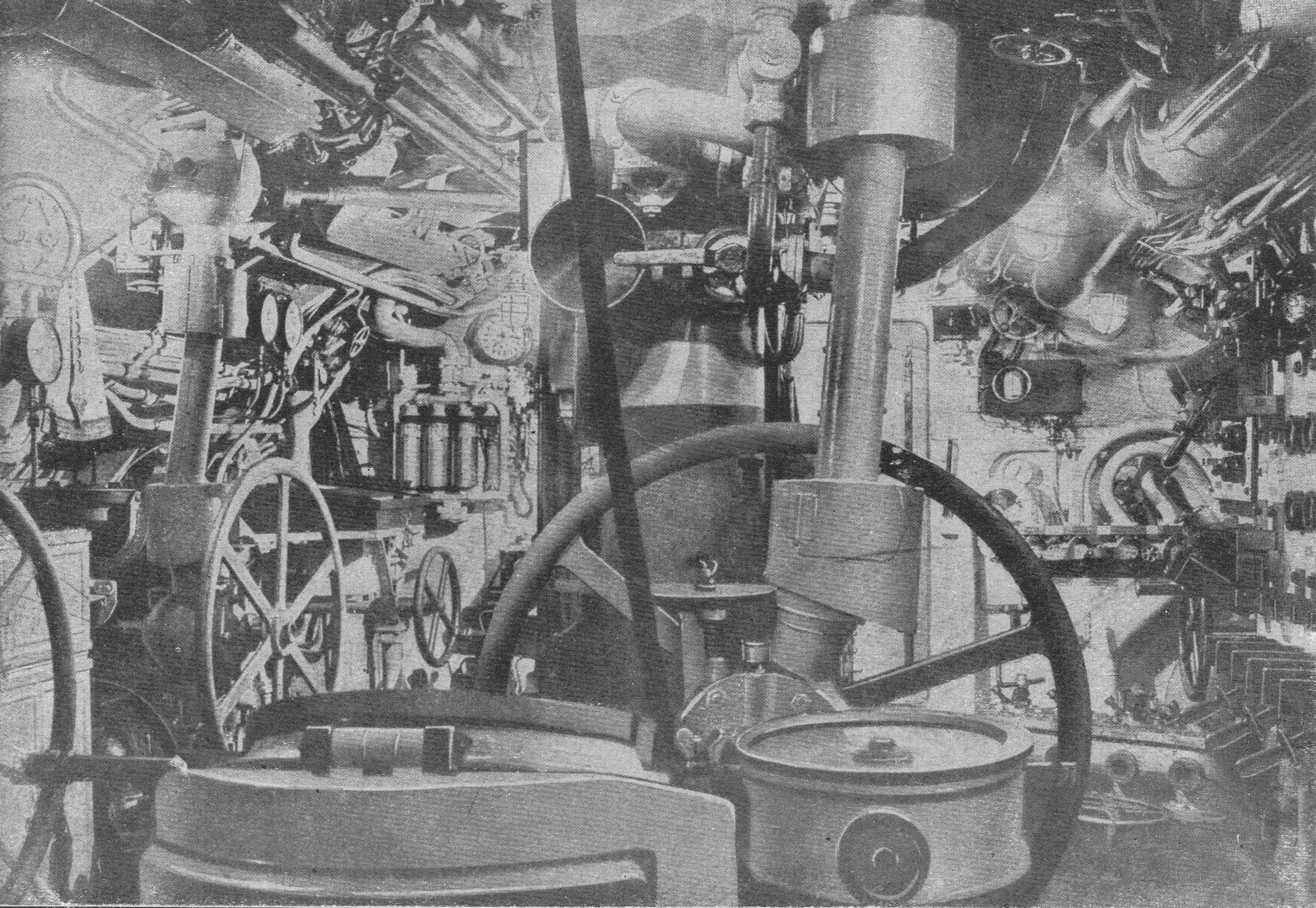
Innenaufnahme